# Tango de salon

Couple dansant le tango argentin

Le tango de salon est une danse de salon assez proche des origines argentines du tango. Elle résulte des influences européennes et américaines sur le style et l'exécution de la danse.
Le tango de salon connaît trois styles : américain, international et musette.

## Histoire

### Style international

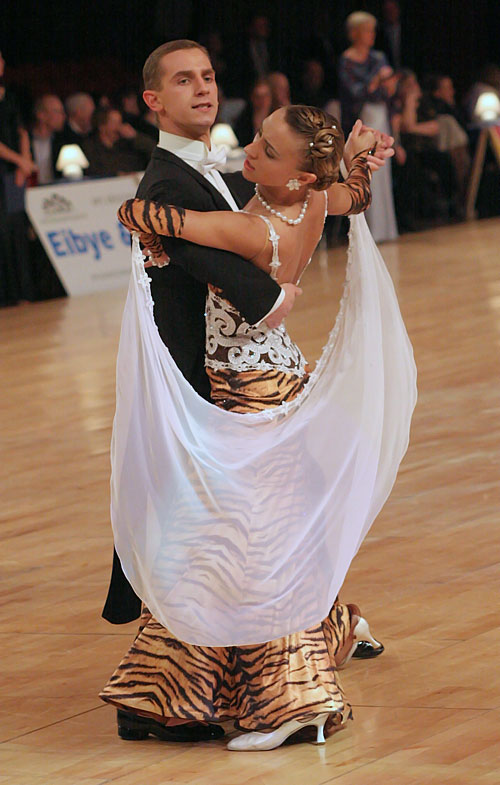
Compétition de tango.

Le tango argentin a connu un grand succès en Europe et notamment à Paris.
Les danseurs européens y ont intégré leurs propres culture, style et technique.
Les Anglais ont codifié un style en octobre 1922 à des fins d'enseignement et d'organisation de compétitions. Il se danse sur des airs modernes à un rythme de 30 mesures (= 120 temps) par minute.
Il a reçu l'adjectif international, car c'est celui le plus pratiqué au début du XXIe siècle, notamment en compétition. Il donne des critères d'appréciation aux juges.
Au départ, les Anglais ont dominé le style international de tango, mais d'autres danseurs se sont également imposés, notamment les Italiens avec un style plus dynamique.

### Style américain

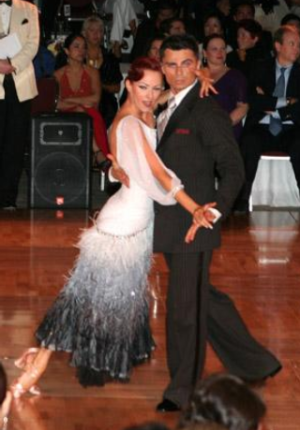
American Tango

Ce style a été popularisé par Rudolph Valentino dans le film muet Les Quatre Cavaliers de l'Apocalypse (1921) qui s'éloigne du style du tango argentin.
Après la normalisation par les Anglais de leur version de tango en vue de compétitions, Arthur Murray, un professeur de danse américain a créé une autre normalisation pour des écoles de danse. Elle a reçu le nom de style américain.
Le style américain est plus libre que le style international. Il peut se danser en position ouverte pour réaliser des figures telles que le passage sous le bras, des tenues de main alternées, ou des chorégraphies en côte à côte.

#### Évolution en France
Le tango a été importé d'Argentine en Europe et notamment en France par des fils de famille venant faire leur éducation.
Vers 1910, le tango lancé par Mistinguett au théâtre Marigny, conquiert la France et Paris.
En effet, le tango façon « danse de salon » posa les bases du tango argentin qui au départ, dans son enseignement, est constitué de figures types à la rythmique prédéfinie en Lent et Vite (Lent lorsque l'on marche seulement sur le temps et Vite sur le temps et le contretemps) telles que le Corté, l'habanera (Pas de marche avant-arrière syncopés), le pas pivoté, la promenade, le carré, le carré déboité et les renversés… qui sont toujours en vigueur dans la pédagogie du tango argentin.
Ces figures pouvant être tronquées et modifiées à souhait, il est dansé de manière plus ou moins improvisée en salon mais les danseurs « de salon » sont bien conscients, du fait de l'irrégularité rythmique des figures du tango par rapport au rythme régulier des autres danses, que le tango par lui-même demande écoute, guidage et facilite l'improvisation.
Le tango du Rio de la Plata, quant à lui, est une danse d'improvisation série de pas à la rythmique improvisée tels que le huit (anciennement le pas pivoté) ou le gancho qui s'articulent autour d'une géométrie de déplacements constituée par le tour (continuation de la promenade) et le carré (carré déboîté ou carré Catalan du nom d'origine de son professeur argentin de Tango) jusqu'à en faire oublier sa structure de référence. La pratique du tango dit « Argentin », du fait de son évolution, demande beaucoup plus de virtuosité et de mobilité que le tango dit « de salon ».
Carlos Gardel, le plus grand chanteur de tango est d'ailleurs né à Toulouse en 1890 avant de connaître un succès fulgurant en Amérique du Sud.
Les bals publics sont interdits pendant la guerre de 1914-1918 qui ne connaît que des bals clandestins. Mais dès l'Armistice signé, les bals et les dancings refleurissent. Une nouvelle profession apparaît : danseur mondain.
Vers 1925, le tango en France devient musette et l'accordéon remplace le bandonéon, l'instrument typique du tango argentin.
Pendant la deuxième guerre mondiale, les spectacles perdurent et André Claveau chante J'ai pleuré sur tes pas.
Dans les années 1990, lors de la renaissance, en Europe et dans le monde, du tango originel du Rio de la Plata (mais qui, pendant le siècle, a beaucoup évolué, cf. styles historiques du tango), celui-ci fut qualifié par l'adjonction du qualificatif argentin, pour éviter la confusion et le distinguer du tango d'origine.
Nouvelle explosion à la Libération, suivie d'un déclin avec la montée des rythmes nord-américains et plus tard des yé-yé.
Mais le tango a perduré avec les premiers succès d'Adamo, et d'autres de Guy Marchand.

### Le tango musette
Le style musette, très populaire, a influencé la valse et le tango à Paris dans les années 1930. On a vu apparaître un style différent de celui pratiqué dans les dancings et les salons. À l'origine, on trouve les accordéonistes de la rue de Lappe à Paris et du Balajo.
La musique est plus coulée avec une importance plus grande données aux violons et moins hachée que le tango traditionnel.
Le tango musette se danse très serré avec moins de figures.

## Tangos célèbres

### Tangos classiques
- Carlos Gardel - La Cumparsita (Paul/Rodriguez), le tango le plus célèbre qui clôture le bal.
- Carlos Gardel - Caminito (Penaloza/Filiberto)
- Carlos Gardel - Adios Muchachos (Sanders/Vedani)
- Astor Piazzolla - Libertango (Astor Piazolla)
- A media luz (Donato/Lenci)
- Inspiracion (Paulos/Rubistein)
- El Choclo
- Por una cabeza

### Les tangos dans la chanson française
- 1929 : Adieu Paris (Sanders/Boyer) par Berthe Sylva ou Georgette Plana (version française d'Adios Muchachos).
- 1930 : Le Tango des fauvettes (Bixio/Marino) par Berthe Sylva (un des premiers tangos musette).
- 1933 : J'aime tes grands yeux (Paroles de Jean Tranchant / musique de C.A. Bixio) par Lys Gauty. Il en existe une version caricaturale : "J'aime tes grands pieds, qui sentent le fromage..."
- 1935 : Le Plus Beau Tango du monde (Paroles de René Sarvil / musique de Vincent Scotto) par Alibert (tiré de l'opérette Un de la Canebière).
- 1943 : J'ai pleuré sur tes pas (Paroles : Jacques Simonot/ Musique : Roland Tessier) par André Claveau.
- 1946 : Le Bel Antonio (Derveaux/Vinci) par Andrex.
- 1958 : Le Temps du tango par Léo Ferré.
- 1965 : Vous permettez, monsieur par Salvatore Adamo.
- 1965 : Mes mains sur tes hanches par Salvatore Adamo.
- 1968 : Je voudrais un joli bateau (Valere/Parera) par Georgette Plana.
- 1975 : Moi, je suis tango par Guy Marchand (version française de Libertango d'Astor Piazzolla).
- ? : Cœur de Parisienne (Seyder/Sablon) par Arletty.